# Ed Gein - Il macellaio di Plainfield
Ed Gein - Il macellaio di Plainfield (Ed Gein e noto anche come In the Light of the Moon) è un film del 2000 diretto da Chuck Parello e incentrato sulla vita del serial killer Ed Gein.

## Trama
Ed Gein è un uomo cresciuto nelle campagne del Wisconsin che da giovane ricevette una rigida educazione cristiana da parte di sua madre Augusta. Le sue fantasie malate e i suoi tragici ricordi si intrecciano con gli orrori commessi durante la sua vita. Attraverso dei flashback emerge il rapporto di amore-odio con sua madre Augusta (che lo ha martoriato fin da bambino col suo fanatismo religioso), e si svela il suo primo omicidio, verso il fratello maggiore Henry, che aveva iniziato a non sopportare più il dominio tirannico della madre. Quindi il susseguirsi di profanazioni e macellazione delle vittime, le sue incursioni nel cimitero cittadino, fino agli ultimi atti di uccisione prima di essere scoperto.
Un uomo che alla gente della tranquilla cittadina di Plainfield, nel Wisconsin, sembrava un comune tuttofare, un po' strano, ma del tutto innocuo, si rivelò invece un sadico e disturbato assassino, sconvolgendo il paese e il mondo di allora con la bizzarria dei suoi delitti. Tutto questo in un periodo considerato dell'innocenza e del perbenismo come gli anni cinquanta, in cui era impensabile che potessero accadere cose così mostruose e terribili.
A chiudere il film le immagini del vero Ed, che viene portato in manette alla centrale dove lo attende il suo destino e un suo discorso in manicomio, dove continua a manifestare la sua personalità contorta con gli psichiatri, ai quali confessa solo una parte del reale numero di delitti commessi.